# Moroka Swallows
Moroka Swallows is een Zuid-Afrikaanse voetbalclub uit Johannesburg. De club werd opgericht in 1947 en speelt in de Premier Soccer League.

## Erelijst
- South African Soccer League

1965
- Beker van Zuid-Afrika

1983, 1989, 1991, 2004, 2009

## Trainer-coaches
- Mich d'Avray (1993)
- Gavin Hunt (2002–2007)
- Rainer Zobel (2009–2010)
- Júlio César Leal (2010–2011)
- Gordon Igesund (2010–2012)
- José Marques (2012–)